# Triumfetta obscura
Triumfetta obscura är en malvaväxtart som beskrevs av A. St.-hil.. Triumfetta obscura ingår i släktet triumfettor, och familjen malvaväxter. Inga underarter finns listade i Catalogue of Life.